# Ramil (Palas de Rey)
Ramil (llamada oficialmente San Martiño de Ramil) es una parroquia española del municipio de Palas de Rey, en la provincia de Lugo, Galicia.

## Organización territorial
La parroquia está formada por tres entidades de población:
- Batán (O Batán)
- Mácara
- Remesedo

## Demografía
| Gráfica de evolución demográfica de Ramil entre 2000 y 2020 |
|                                                             |
| Datos según el nomenclátor publicado por el INE.            |